# وندل (لاعب كرة قدم)
وندل (بالبرتغالية: Marcus Wendel Valle da Silva‏) (28 سبتمبر 1997 بالبرازيل - ) هو لاعب كرة قدم برازيلي في مركز الوسط. لعب مع نادي فلومينينسي.

## وصلات خارجية
- وندل على موقع الاتحاد الأوربي (الإنجليزية)
- وندل على موقع إي إس بي إن إف سي (الإنجليزية)
- وندل على موقع قاعدة بيانات كرة القدم.إي يو (الإنجليزية)
- وندل على موقع Soccerway.com (الإنجليزية)
- وندل على موقع عالم كرة القدم.نت (الإنجليزية)